# Южно-Енисейский сельсовет
Южно-Енисейский сельсовет - сельское поселение в Мотыгинском районе Красноярского края.
Административный центр — посёлок Южно-Енисейск.

## История
Статус и границы сельского поселения определены Законом Красноярского края от 25 февраля 2005 года «Об установлении границ и наделении соответствующим статусом муниципального образования Мотыгинский район и находящихся в его границах иных муниципальных образований»

## Население
| 2010 | 2011 | 2012 | 2013 | 2014 | 2015 | 2016 |
| ---- | ---- | ---- | ---- | ---- | ---- | ---- |
| 664  | ↗666 | ↘640 | ↘615 | ↘593 | ↘555 | ↘538 |
| 2017 |      |      |      |      |      |      |
| ↘522 |      |      |      |      |      |      |

## Состав сельского поселения
В состав сельского поселения входят 2 населённых пункта:
| № | Населённый пункт | Тип населённого пункта          | Население |
| - | ---------------- | ------------------------------- | --------- |
| 1 | Кировский        | посёлок                         | 14        |
| 2 | Южно-Енисейск    | посёлок, административный центр | ↘606      |

## Местное самоуправление
Южно-Енисейский поселковый Совет депутатов
Дата избрания: 14.03.2010. Срок полномочий: 5 лет. Количество депутатов:  7
Глава муниципального образования
- Криворотов Артем Анатольевич. Дата избрания: 13.09.2015. Срок полномочий: 5 лет